# Władysław Bartochowski
Władysław Bartochowski herbu Rola ( zm. 1779) – skarbnik sieradzki (1734), kasztelan wieluński w latach 1760–1779, łowczy sieradzki w latach 1735–1760.
W 1766 roku został wyznaczony senatorem rezydentem. Właściciel dworu w Ożarowie

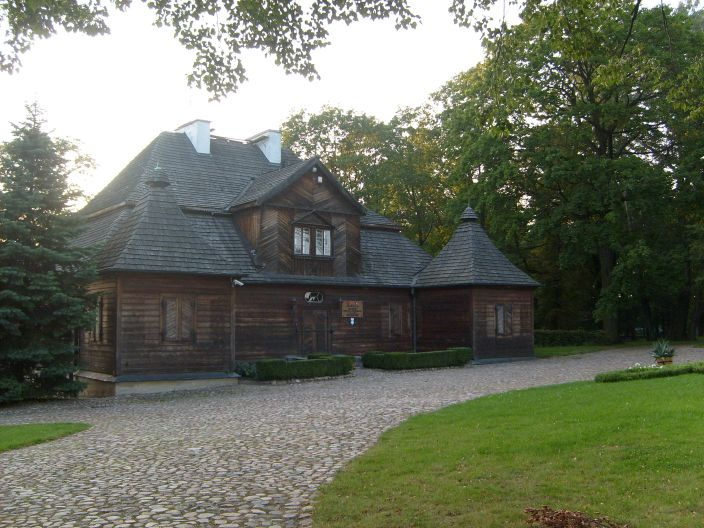
Dwór w Ożarowie